# Tempelhof (Schladen-Werla)
Tempelhof ist ein Ortsteil der niedersächsischen Gemeinde Schladen-Werla.

## Geografie
Tempelhof liegt in nördlicher Richtung zwischen Hornburg und dem benachbarten Achim.

## Geschichte
Bereits in der Bronzezeit war Tempelhof besiedelt. Es konnte ein 18 ha großes Erdwerk nachgewiesen werden.

Erstmals erwähnt wurde der Ort Tempelachem, der damals zu Achim (Osterachem) gehörte, 1306 als Sitz der Templerkommende Tempelachim, die vermutlich bis zur Auflösung des Ordens 1312 bestehen blieb.
Tempelhof war jahrzehntelang Ortsteil der Stadt Hornburg. Am 1. November 2013 fiel der Ort der neu gegründeten Gemeinde Schladen-Werla zu.